# Italo-belgi
Italo-belgi sono gli Italiani emigrati e residenti in Belgio negli ultimi secoli, ed i loro discendenti.

## Storia
I primi italiani in Belgio furono alcuni mercanti e banchieri toscani del Rinascimento, e successivamente poche decine di artigiani ed esuli fino al Settecento.
Con il primo Ottocento cominciò a crearsi una piccola comunità di Italiani, quasi tutti settentrionali, nelle principali città della Vallonia ed a Bruxelles. Questi Italiani, anche se poche centinaia, fecero sentire la loro influenza nei moti per l'indipendenza del Belgio del 1830.
Una parte dell'emigrazione italiana nel Belgio si dedicò a lavorare nelle miniere di carbone della Vallonia, ma l'emigrazione fu sempre limitata fino al Novecento. Inoltre si affievolì negli anni del fascismo fino ad essere costituita da poche decine di esuli antifascisti.
Dopo la seconda guerra mondiale si ebbe invece una notevole ripresa del flusso emigratorio, principalmente a causa delle distruzioni belliche in Italia:
(Emigrazione 1946-1961)
Nel 1956 si ebbe il disastro di Marcinelle, e da allora si ridusse sensibilmente il numero di Italiani che lavoravano nelle miniere belghe.
Dopo gli anni Settanta, in cui si registrarono quasi 300.000 italiani nel Belgio, l'emigrazione si è andata riducendo e vi risiedono attualmente circa 290.000 cittadini italiani.
Bisogna inoltre precisare che negli ultimi decenni, con la creazione e lo sviluppo dell'Unione europea e della NATO, che hanno sede centrale a Bruxelles, molti funzionari e impiegati italiani, nonché gli impiegati dell'indotto istituzionale (liberi professionisti, lobbisti, associazioni non governative) vi si sono trasferiti a vivere con le rispettive famiglie (anche se temporaneamente). Inoltre, si registra un nuovo flusso migratorio dall'Italia anche nel settore terziario, soprattutto avanzato.

## Comunità italiana
L'attuale comunità italiana in Belgio è molto bene integrata nella società belga. Gli Italo-belgi occupano ruoli di massima importanza: basti pensare all'ex regina del Belgio Paola Ruffo di Calabria o all'ex primo ministro Elio Di Rupo.
Secondo statistiche ufficiali dell'AIRE (Anagrafe degli italiani residenti all'estero), nel 2007 vi sono residenti 235.673 Italiani (includendo i Belgi con doppia cittadinanza).
Dai dati dei registri consolari italiani risulta anche che quasi 50.000 italiani in Belgio (ossia, oltre il 25%) provengono dalla Sicilia. Seguono poi, ma in quantità molto minori, gli italo-belgi originari dalla Puglia (9,5%), dall'Abruzzo (7%), dalla Campania (6,5%) e dal Veneto (6%).
Inoltre va precisato che sono quasi 300.000 (più del 2,5% della popolazione belga totale) le persone d'origine italiana in Belgio, secondo alcuni ricercatori belgi.
La collettività italiana sarebbe dunque la più numerosa in Belgio ed anche la più antica.
È concentrata per l'85% in Vallonia e nella capitale.

## Stampa ed istituzioni italiane
In Belgio vi sono numerose istituzioni a tutela degli italo-belgi, sia per pensioni che per assistenza sociale. Dodici scuole italiane, concentrate a Bruxelles ed in Vallonia (come l'Ufficio scolastico consolare di Charleroi), si dedicano all'insegnamento della lingua italiana assieme ad istituzioni come la Società Dante Alighieri.
La stampa italiana è molto diffusa. Queste sono le principali pubblicazioni, secondo il CIM:
- Azione Sociale, trimestrale (Genk, dal 1995), editore ACLI, direttore Fernando Marzo (Sito).
- Il Caffè, trimestrale (Gand, dal 2001), proprietario Centro Culturale Il Caffè, editore Nadia Cristofoli, direttore Gali Charles Vacca (Sito Archiviato il 30 gennaio 2005 in Internet Archive.).
- Communitas, mensile (Bruxelles, dal 1963). editore Ass. Foyer Catholique Européen.
- L'Eco del Belgio, bimestrale (Quaregnon, dal 1987), editore e direttore Rosario Nocera.
- Emigrazione Siciliana, bimestrale (Saint-Nicolas), editore Unione Siciliana Emigrati e Famiglie, direttore Giuseppe Chiodo.
- L'Isola, bimestrale (Bruxelles, dal 1999), editore Fondazione L'Altra Sicilia, direttore Francesco Paolo Catania (Sito).
- Italia News, mensile (Bruxelles), editore Consolato d'Italia di Bruxelles.
- Mosaico Italiano - a cura dei corsisti di lingua e cultura italiana del C.S.I. e della Dante Alighieri (Gosselies), redattori Marcella Di Giulio e Guglielmina Terenzi.
- Nuovi Orizzonti Europa - Belgio, bimestrale degli  (Marchienne-au-Pont), editore Congregazione Scalabriniana, direttore Padre Raffaello Zanella.
- Oraitalia, mensile (Bruxelles, dal 2006), editore Jacques Idmtal e Artiva sprl, direttore Salvatore Albelice. (Sito).
- Qui Italia, trimestrale (Bruxelles, dal 1994), editore Daniele Rossini (proprietà Patronato ACLI del Belgio), direttore Francesco Onorato (Sito).